# Fabián Guevara
Fabián Rodrigo Guevara Arredondo (* 22. Juni 1968 in Santiago de Chile) ist ein ehemaliger chilenischer Fußballspieler. Der Mittelfeldspieler, der auch als Verteidiger eingesetzt wurde, ist 20-facher chilenischer Nationalspieler und wurde drei Mal chilenischer Meister.

## Karriere
Guevara begann seine Karriere 1986 bei CD Palestino. 1992 wechselte er zu Universidad de Chile. Ab Juli 1994 stand er für zwei Jahre beim CF Monterrey in Mexiko unter Vertrag. Nach seiner Rückkehr nach Chile spielte er für CSD Colo-Colo. Mit dem Klub gewann er 1996 die Chilenische Meisterschaft und die Copa Chile. 1997 wurde er wegen Dopings für drei Monate gesperrt. Danach war er für Deportes Concepción aktiv, wo er 1998 seine Laufbahn beendete.
Guevara wurde zwischen 1991 und 1995 20 Mal in die chilenische Nationalmannschaft berufen. Mit Chile nahm er 1993 und 1995 an der Copa América teil.

## Erfolge
Universidad de Chile
- Chilenischer Meister: 1994

Colo-Colo
- Chilenischer Meister: 1996, 1997-C
- Chilenischer Pokalsieger: 1996